# Sadali
Sadali est une commune italienne de moins de 1 000 habitants, située dans la province du Sud-Sardaigne, dans la région Sardaigne.

## Administration
| Période                                  | Période | Identité | Étiquette | Qualité |
| ---------------------------------------- | ------- | -------- | --------- | ------- |
|                                          |         |          |           |         |
| Les données manquantes sont à compléter. |         |          |           |         |

### Communes limitrophes
Esterzili, Nurri, Seui, Seulo, Villanova Tulo